# Aggression Continuum
Aggression Continuum — десятый студийный альбом американской метал-группы Fear Factory, вышедший 18 июня 2021 года. Это последний альбом группы за 6 лет, что является наибольшим перерывом между двумя альбомами за всю карьеру группы. Причинами шестилетнего интервала являются творческие и личные разногласия и юридические вопросы, связанные с группой; все это привело к временному распаду группы и уходу вокалиста Бертона Белла в 2020 году после 28 лет в качестве вокалиста. Несмотря на это, вокал Белла присутствует на альбоме, так как вокальные партии были записаны в 2017 году.

## Список композиций
| №                   | Название                        | Длительность |
| ------------------- | ------------------------------- | ------------ |
| 1.                  | «Recode»                        | 5:47         |
| 2.                  | «Disruptor»                     | 3:45         |
| 3.                  | «Aggression Continuum»          | 4:54         |
| 4.                  | «Purity»                        | 3:50         |
| 5.                  | «Fuel Injected Suicide Machine» | 5:28         |
| 6.                  | «Collapse»                      | 4:20         |
| 7.                  | «Manufactured Hope»             | 5:01         |
| 8.                  | «Cognitive Dissonance»          | 4:37         |
| 9.                  | «Monolith»                      | 3:34         |
| 10.                 | «End of Line»                   | 7:18         |
| Общая длительность: | Общая длительность:             | 48:34        |

## Участники
- Бертон Белл — вокал
- Дино Касарес — гитара, бас-гитара
- Майк Хеллер — ударные
- Игорь Хорошев — аранжировки, клавишные
- Рис Фулбер — дополнительные клавишные
- Джузеппе Басси — дополнительные клавишные
- Макс Карон — дополнительные клавишные, гитарное соло (9)
- Джейк Стерн — вступительное повествование (1)
- Алекс Райз — клавишные в концовке (10)
- Энди Снип — сведение и мастеринг

## Позиции в чартах
| Чарты (2021)                                  | Наивысшая позиция |
| --------------------------------------------- | ----------------- |
| Австралия (ARIA)                              | 15                |
| Австрия (Ö3 Austria)                          | 31                |
| Бельгия/Валлония (Ultratop)                   | 53                |
| Бельгия/Фландрия (Ultratop)                   | 76                |
| Великобритания (UK Albums Chart)              | 98                |
| Великобритания (UK Independent Albums Chart)  | 7                 |
| Великобритания (UK Rock & Metal Albums Chart) | 2                 |
| Германия (Offizielle Top 100)                 | 20                |
| Чехия (ČNS IFPI)                              | 81                |
| Швейцария (Schweizer Hitparade)               | 15                |
| Шотландия (Scottish Albums Chart)             | 18                |